# Eucithara duplaris
Eucithara duplaris é uma espécie de gastrópode do gênero Eucithara, pertencente à família Mangeliidae.